# Stećci u donjoj Hercegovini
U Donjoj Hercegovini (općine Stolac, Čapljina, Neum i Ravno) očuvan je velik broj nekropola stećaka, među kojima su Radimlja i Boljuni najbogatiji i najpoznatiji. Na području općine Stolac nalaze se 52 lokaliteta s 1954 stećka raznih oblika, i to u sljedećim mjestima: Rotimlja, Trijebanj, Dabrica, Hodovo, Ljubljenica, Crnići, Aladinići, Prenj, Poprati, Gorica, Ošanjići, Pješivac, Stjepan Krst, Masline, Radimlja, Kruševo, Poplat, Bitunja, Udora, Kučinari, Grdijevići, Gornja Duboka, Barane, Bjelojevići, Zaušje, Boljuni. Velik broj nekropola i stećaka potvrđuje da je ovo područje u srednjem vijeku bilo gusto naseljeno.

## Radimlja i Boljuni
Nekropola Boljuni nalazi se u jugozapadnom dijelu općine Stolac, danas je to dio sela Bjelojevići. Po važnosti lokaliteta na ovom području Boljuni se nalaze odmah uz Radimlju, naime, u tom selu od Stoca udaljenom 15 kilometara, očuvano je 269 stećaka, koji su raspoređeni u dvije skupine. Prema oblicima najviše je sanduka - 176, potom ploča - 76, pa sljemenjaka - 12 i tri križa. Među njima 92 su ukrašena, tj. 34%. I dok se nekropola Radimlja ističe bogatstvom, raznovrsnošću i visokom kvalitetom izrade reljefnih motiva, boljunska se nekropola ističe velikim brojem natpisa - 19, što je 7%, tj. ta je nekropola po broju natpisa u BiH na prvom mjestu.
Na boljunskim je stećcima najčešći ukras križ, a potom povijena lozica s trolistom, (motiv je karakterističan za cijelu Hercegovinu, a ovdje se pojavljuje prilično često), štit s mačem, kao i rozete, potom razne bordure, polumjesec, scene lova, turniri, kola, itd. Najveći broj stećaka s boljunske nekropole potječe iz doba djelovanja majstora Grubača (1440 - 1460.) i njegovih učenika, odnosno iz druge polovice 15. stoljeća. Sudeći prema velikom broju stećaka i ovdje se pokapalo, isto kao i na Radimlji, početkom 16. stoljeća.
Stećci u Boljunima imaju dosta sličnosti s ostalim stećcima istočne Hercegovine, a posebice onima iz stolačkog kraja: s Radimljom, Opličićima i Nekukom. Sturktura natpisa iz Boljuna. Početni su dijelovi natpisa pisani po pravilima, kao i većina drugih od 12. do 15. stoljeća. Tako neki među njima počinju znakom križa i rečenicom: † a se leži... Svi su natpisi pisani bosančicom, s boljunske nekropole vrlo kratki, lapidarni, sadrže uglavnom samo osnovne biografske podatke: ime i prezime pokojnika, zatim onog tko podiže spomenik i na koncu, ime onog tko je izradio natpis. Kako spomenik najčešće podižu najuži članovi obitelji, taj se podatak također ističe kao dio pokojnikove biografije. Nešto više podataka o pokojniku, osim imena, među boljunskim natpisima, nalazi se na tri stećka:
1. a se leži dobri junakь i čoek vlatko vuković
2. a se leži dobra vladikovka erina vukocamić
3. a se leži dobra žena stana đurenovica.